# Ludovico III di Württemberg
Ludovico III di Württemberg, detto il Pio (Stoccarda, 1º gennaio 1554 – Stoccarda, 18 agosto 1593), fu duca del Württemberg dal 1568 alla propria morte.

## Biografia
Figlio di Cristoforo di Württemberg (1515 – 1568) e di Anna Maria di Brandeburgo-Ansbach (1526 – 1589), salì al trono del Württemberg alla morte del padre, appena quindicenne.
Ludovico riuscì a conquistarsi l'appellativo di Pio grazie ad una profonda promozione religiosa che fece nei suoi stati durante il suo periodo di governo, ancora minato dagli influssi della controriforma e dalle guerre di religione che imperversavano in Europa nel XVI sec. tra i cattolici romani, capeggiati dall'Imperatore del Sacro Romano Impero, e la lega dei principi tedeschi protestanti.
In particolare Ludovico continuò il lavoro iniziato dal padre, promuovendo la diffusione del Grande Ordinamento Ecclesiastico, realizzato nel 1559.

## Ascendenza
|                                   |                                   |                                  | Genitori                            |  |  | Nonni |  |  | Bisnonni              |  |  | Trisnonni               |  |
|                                   |                                   |                                  |                                     |  |  |       |  |  | Enrico di Württemberg |  |  | Ulrico V di Württemberg |  |
|                                   |                                   |                                  |                                     |  |  |       |  |  | Enrico di Württemberg |  |  | Ulrico V di Württemberg |  |
|                                   |                                   | Elisabetta di Baviera-Landshut   |                                     |  |  |       |  |  | Enrico di Württemberg |  |  |                         |  |
| Ulrico di Württemberg             |                                   |                                  |                                     |  |  |       |  |  | Enrico di Württemberg |  |  |                         |  |
|                                   |                                   | Elisabetta di Zweibrücken-Bitsch | Simone VI di Zweibrücken-Bitsch     |  |  |       |  |  |                       |  |  |                         |  |
|                                   |                                   | Elisabetta di Zweibrücken-Bitsch | Simone VI di Zweibrücken-Bitsch     |  |  |       |  |  |                       |  |  |                         |  |
|                                   |                                   | Elisabetta di Zweibrücken-Bitsch | Elisabetta di Lichtenberg-Lichtenau |  |  |       |  |  |                       |  |  |                         |  |
| Cristoforo di Württemberg         |                                   | Elisabetta di Zweibrücken-Bitsch |                                     |  |  |       |  |  |                       |  |  |                         |  |
|                                   |                                   | Alberto IV di Baviera            | Alberto III di Baviera              |  |  |       |  |  |                       |  |  |                         |  |
|                                   |                                   | Alberto IV di Baviera            | Alberto III di Baviera              |  |  |       |  |  |                       |  |  |                         |  |
|                                   |                                   | Alberto IV di Baviera            | Anna di Braunschweig-Grubenhagen    |  |  |       |  |  |                       |  |  |                         |  |
| Sabina di Baviera                 |                                   | Alberto IV di Baviera            |                                     |  |  |       |  |  |                       |  |  |                         |  |
|                                   |                                   | Cunegonda d'Austria              | Federico III d'Asburgo              |  |  |       |  |  |                       |  |  |                         |  |
|                                   |                                   | Cunegonda d'Austria              | Federico III d'Asburgo              |  |  |       |  |  |                       |  |  |                         |  |
|                                   |                                   | Cunegonda d'Austria              | Eleonora d'Aviz                     |  |  |       |  |  |                       |  |  |                         |  |
| Ludovico III di Württemberg       |                                   | Cunegonda d'Austria              |                                     |  |  |       |  |  |                       |  |  |                         |  |
|                                   | Federico I di Brandeburgo-Ansbach | Alberto III di Brandeburgo       |                                     |  |  |       |  |  |                       |  |  |                         |  |
|                                   | Federico I di Brandeburgo-Ansbach | Alberto III di Brandeburgo       |                                     |  |  |       |  |  |                       |  |  |                         |  |
|                                   | Federico I di Brandeburgo-Ansbach | Anna di Sassonia                 |                                     |  |  |       |  |  |                       |  |  |                         |  |
| Giorgio di Brandeburgo-Ansbach    | Federico I di Brandeburgo-Ansbach |                                  |                                     |  |  |       |  |  |                       |  |  |                         |  |
|                                   |                                   | Sofia di Polonia                 | Casimiro IV di Polonia              |  |  |       |  |  |                       |  |  |                         |  |
|                                   |                                   | Sofia di Polonia                 | Casimiro IV di Polonia              |  |  |       |  |  |                       |  |  |                         |  |
|                                   |                                   | Sofia di Polonia                 | Elisabetta d'Asburgo                |  |  |       |  |  |                       |  |  |                         |  |
| Anna Maria di Brandeburgo-Ansbach |                                   | Sofia di Polonia                 |                                     |  |  |       |  |  |                       |  |  |                         |  |
|                                   |                                   | Carlo I di Münsterberg-Oels      | Enrico I di Münsterberg-Oels        |  |  |       |  |  |                       |  |  |                         |  |
|                                   |                                   | Carlo I di Münsterberg-Oels      | Enrico I di Münsterberg-Oels        |  |  |       |  |  |                       |  |  |                         |  |
|                                   |                                   | Carlo I di Münsterberg-Oels      | Ursula di Brandeburgo               |  |  |       |  |  |                       |  |  |                         |  |
| Edvige di Münsterberg-Oels        |                                   | Carlo I di Münsterberg-Oels      |                                     |  |  |       |  |  |                       |  |  |                         |  |
|                                   |                                   | Anna von Sagan                   | Giovanni II di Sagan                |  |  |       |  |  |                       |  |  |                         |  |
|                                   |                                   | Anna von Sagan                   | Giovanni II di Sagan                |  |  |       |  |  |                       |  |  |                         |  |
|                                   |                                   | Anna von Sagan                   | Katharina von Troppau               |  |  |       |  |  |                       |  |  |                         |  |
|                                   |                                   | Anna von Sagan                   |                                     |  |  |       |  |  |                       |  |  |                         |  |